# Gröndals IK
Der Gröndals Idrottsklubb ist ein schwedischer Sportverein aus dem Stockholmer Stadtbezirk Hägersten-Liljeholmen. Er ist vor allem für seine Fußballmannschaft bekannt, die zeitweise in der Drittklassigkeit antrat.

## Geschichte
Am 16. Dezember 1928 wurde der Gröndals IF gegründet. Neben Fußball und Bandy gab es auch kurzzeitig eine Handballabteilung. Einige Jahre später wurde als örtliche Konkurrenz Gröndals AIS gegründet. 1937 fusionierten die beiden Vereine und der neue Klub gab sich den noch heute aktuellen Namen.
1953 konnte die Fußballmannschaft von Gröndals IK erstmals überregional auf sich aufmerksam machen, als die drittklassige Division 3 Östra Svealand erreicht wurde. Der direkte Durchmarsch in die Zweitklassigkeit wurde als Tabellendritter hinter Södertälje SK und Katrineholms AIK verpasst. An den Überraschungserfolg aus der Premierensaison konnte der Klub in den folgenden Jahren nicht anknüpfen. 1957 stieg er wieder ab und wurde in der folgenden Spielzeit in die Fünftklassigkeit durchgereicht.
1961 gelang Gröndals IK die Rückkehr in die vierte Liga. Abgesehen von einem kurzen Intermezzo in der Fünftklassigkeit 1965 konnte sich der Verein in der vierten Liga etablieren und gehörte bis zum erneuten Abstieg 1977 der Spielklasse an. Nach vier Jahren im regionalen Ligabereich gelang vor der Spielzeit 1981 der Wiederaufstieg in die vierte Liga, aus der man nach zwei Spielzeiten erneut absteigen musste. Dem direkten Wiederaufstieg folgte die Meisterschaft in der Division 4 Stockholm Södra und damit nach über 25 Jahren die Rückkehr in die Drittklassigkeit.
Gröndals IK verpasste jedoch als Tabellenvorletzter den Klassenerhalt in der Division 3 Östra Svealand. Nach einem sechsten Platz in der folgenden Spielzeit fiel die Mannschaft 1986 einer Ligareform zum Opfer und kam in die nun fünftklassige Division 4 Stockholm Södra. Nach dem sofortigen Aufstieg in die vierte Spielklasse musste der Verein 1991 die Liga erneut nach unten verlassen.
Nach mehreren Jahren im fünften Spielniveau meldete sich Gröndals IK 2001 als Staffelsieger der Division 4 Stockholm Mellersta in der Viertklassigkeit zurück. Dort konnte sich die Mannschaft etablieren und qualifizierte sich 2005 im Rahmen einer erneuten Ligareform als Vizemeister für die viertklassige Division 2 Östra Svealand. Dort gelang dem Klub der Staffelsieg, so dass die Mannschaft 2007 wieder in die dritte Liga zurückkehren konnte. Dort setzte sie sich im mittleren Tabellenbereich fest, ehe die Mannschaft sich nach Ende der Drittliga-Spielzeit 2010 aufgrund ökonomischer Probleme aus der Liga zurückzog. Anschließend schloss sie sich mit dem Achtligisten BK Carmen zusammen und verschwand aus dem höherklassigen Ligabereich.